# Sette divinità della fortuna

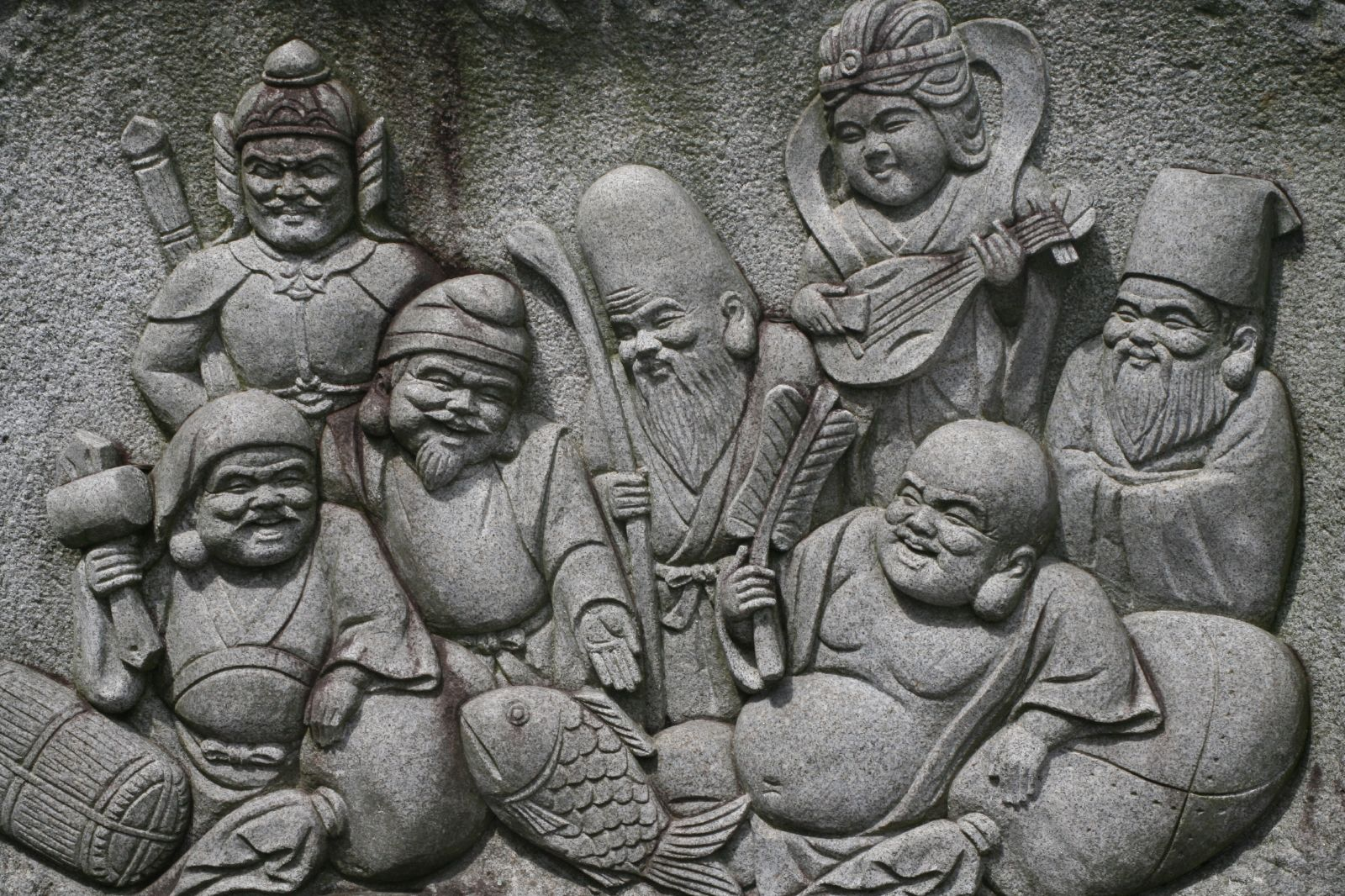
Le sette divinità giapponesi della fortuna

Le sette divinità della fortuna (七福神?, shichifukujin) presenti nella mitologia e nel folclore giapponese sono un gruppo di divinità venerate per ricevere aiuto nella vita quotidiana e per ottenere benefici mondani.
Il culto ebbe origine nel periodo Muromachi quale risultato dell'influenza del tema iconografico cinese dei "Sette saggi della canna di bamboo". In particolare, l'espressione shichifukujin sembra derivare da "i sette problemi e le sette fortune" menzionati nel sutra buddista “Niō gokoku hannya haramitsu-kyō”.
Vi fanno parte: Daikokuten (大黒天? Dio dell'abbondanza e ricchezza),  Bishamonten (毘沙門天? Dio della guerra), Benzaiten (弁才天 o 弁財天? Dea della bellezza, della musica e di tutto ciò che scorre), Ebisu (恵比寿? Dio del cibo quotidiano), Fukurokuju (福禄寿? Dio della buona sorte e della lunga vita), Jurōjin (寿老人? Dio della conoscenza e della longevità) e Hotei (布袋? Dio della felicità).
Soltanto una delle sette divinità, Ebisu, è di origine giapponese. Le altre provengono dalla Cina e dall'India: tre di loro fanno parte della tradizione taoista e le restanti tre affondano le loro radici nel Buddismo. Per molto tempo le sette divinità sono state adorate dai giapponesi singolarmente, per poi essere raccolte nel gruppo degli Shichifukujin, protettore delle arti e delle professioni, come quella dei mercanti, dei dottori, dei pescatori, degli intellettuali, e altre ancora.
Secondo una delle tradizioni più importanti legate a questo culto, durante i primi giorni del nuovo anno le sette divinità si trasformano in marinai e discendono dal paradiso a bordo della nave del tesoro (宝船?, takarabune), dotata di poteri magici, per approdare nei porti del mondo terreno e portare agli uomini tesori e buona sorte.

## Origine e storia
Le sette divinità della fortuna, inizialmente venerate singolarmente, sono tra le divinità non natie più popolari tra i giapponesi. Le prime due divenute oggetto di culto come dispensatrici di fortuna furono Ebisu e Daikokuten, che acquistarono una crescente popolarità tra la classe dei mercanti (chōnin), desiderosa di conseguire guadagni negli affari e di assicurarsi ricchezza e abbondanza.
Il progressivo ricorso ad altre divinità rispose alle aspirazioni di gruppi sociali che cercavano tra la moltitudine di dei appartenenti alla tradizione delle figure che potessero venire incontro ai loro bisogni: i viandanti, i dottori e i missionari videro in Bishamonten una guida, mentre Benzaiten fu trasformata in una dea protettrice delle arti. Gli intellettuali iniziarono a rivolgere le loro preghiere a Fukurokuju e Jurojin; gli studiosi e letterati ad Hotei, nonostante non fosse una vera e propria divinità, ma un saggio realmente esistito in Cina.
La ragione per cui queste divinità sono state riunite in un gruppo non è chiara: un motivo può risiedere nella predilezione nutrita dai giapponesi per i gruppi in generale, o nell'importanza rivestita dal numero sette nella tradizione.
Per quanto riguarda l'epoca in cui il gruppo degli Shichifukujin fece la sua comparsa, essa si colloca generalmente nel XV secolo. La prima traccia risalirebbe al 1420, quando nella città di Fushimi venne svolta una manifestazione denominata processione delle sette divinità della fortuna, che voleva emulare quella del Daimyo. Da questo momento in poi diversi altri episodi confermano la diffusione del culto degli Shichifukujin: tra questi, nel 1469-86, il mascheramento da parte di alcuni criminali nelle fattezze delle sette divinità per compiere rapine, giocando sulle credenze religiose della popolazione.
L'istituzionalizzazione di questo culto viene attribuita al monaco buddista Tenkai. Secondo la tradizione, nel 1623, dopo aver discusso con lo shōgun Iemitsu Tokugawa sulle virtù che un dio dovrebbe possedere, egli sarebbe stato incaricato dallo stesso shogun di selezionare le divinità che potevano rappresentarle al meglio, e di creare per loro un culto formale. Le sette divinità della fortuna, su richiesta di Tenkai, sarebbero state poi dipinte tutte insieme per la prima volta da un artista di nome Kano Yasunobu, il più conosciuto del tempo. Dal periodo Edo in poi gli Shichifukujin acquistarono una fama sempre maggiore.
Dalla metà degli Settanta del Novecento in poi è cresciuto in tutto il Giappone il numero di pellegrinaggi e di tour dedicati ai templi e ai santuari delle varie divinità dei Shichifukujin. Negli anni Dieci del XXI secolo le sette divinità della fortuna sono particolarmente celebrate durante il Capodanno, periodo nel quale nei templi e santuari legati agli dei della fortuna vengono venduti come simbolo di buona fortuna per il nuovo anno dipinti, figurine o statuette che li rappresentano mentre portano ricchezze sulla loro Nave del Tesoro.

## Descrizione dei membri delle sette divinità della fortuna

### Ebisu (恵比寿)
Ebisu, la sola divinità del gruppo di origini autoctone, è il dio dell'abbondanza e del cibo quotidiano. Nato inizialmente nella comunità dei pescatori e legato all'attività della pesca, il culto si sarebbe poi esteso al commercio più in generale, forse attraverso il ruolo svolto dai burattinai erranti, conosciuti come ebisu-kaki o ebisu-mawashi. Patrono dei commercianti, pescatori e contadini, viene venerato dai mercanti perché fa parte delle divinità protettrici delle attività legate al commercio e simboleggia l'onestà e l'etica che le persone devono avere quando trattano degli affari.
Ebisu è raffigurato nelle sembianze di un pescatore barbuto e grassoccio, sempre sorridente. Indossa abiti da corte formali o vestiti da campo o da pescatore, regge nella mano destra una canna da pesca e nella sinistra una grossa orata (tai) di colore rosso, simbolo di fortuna. In Giappone l'orata è il pesce più buono, e non deve mai mancare durante le manifestazioni e le feste.
Le origini di Ebisu sono controverse: secondo alcune leggende egli sarebbe il primogenito di Izanagi e Izanami, chiamato Hiruko ("bambino delle sanguisughe") ; in altri racconti è ritenuto figlio di Daikokuten, in altri ancora è identificato come il terzo figlio di Izanagi-no-Mikoto e fratello della dea del sole Amaterasu. Alcune tradizioni raccontano che venne cacciato dai suoi avi e confinato a vivere nel mare come pescatore; altre lo identificano con Ebisu-no-kami, una divinità che viveva nell'Oceano e proteggeva i pescatori: per questo motivo i santuari Ebisu-jinja costruiti nell'antichità sarebbero sempre situati nelle vicinanze del mare.
Intorno al XII secolo, i cambiamenti sociali determinarono una progressiva perdita di valore del mestiere di pescatore, ed Ebisu venne associato alle attività commerciali e adorato come kami protettore dei mercati e delle fiere: cerimonie in suo onore si tenevano prima dell'apertura di nuovi negozi. Oggi i santuari dedicati a Ebisu sono visitati spesso da commercianti o da persone il cui lavoro è associato alla negoziazione. La sua immagine è presente in moltissimi negozi e luoghi commerciali.
Nell'iconografia, Ebisu è spesso associato a Daikokuten. Le statue della coppia si possono trovare ovunque nel Giappone moderno e in particolare sono presenti in molte cucine, specie nelle comunità agricole. A seguito di tale fusione, tuttavia, Daikokuten, come già Ebisu, continuerà a essere oggetto di venerazione dei mercanti quale tutelare del successo commerciale, e degli agricoltori quale tutelare del riso. Insieme a Fukurokuju vengono spesso associati come i tre kami della fortuna.

### Daikokuten (大黒天)

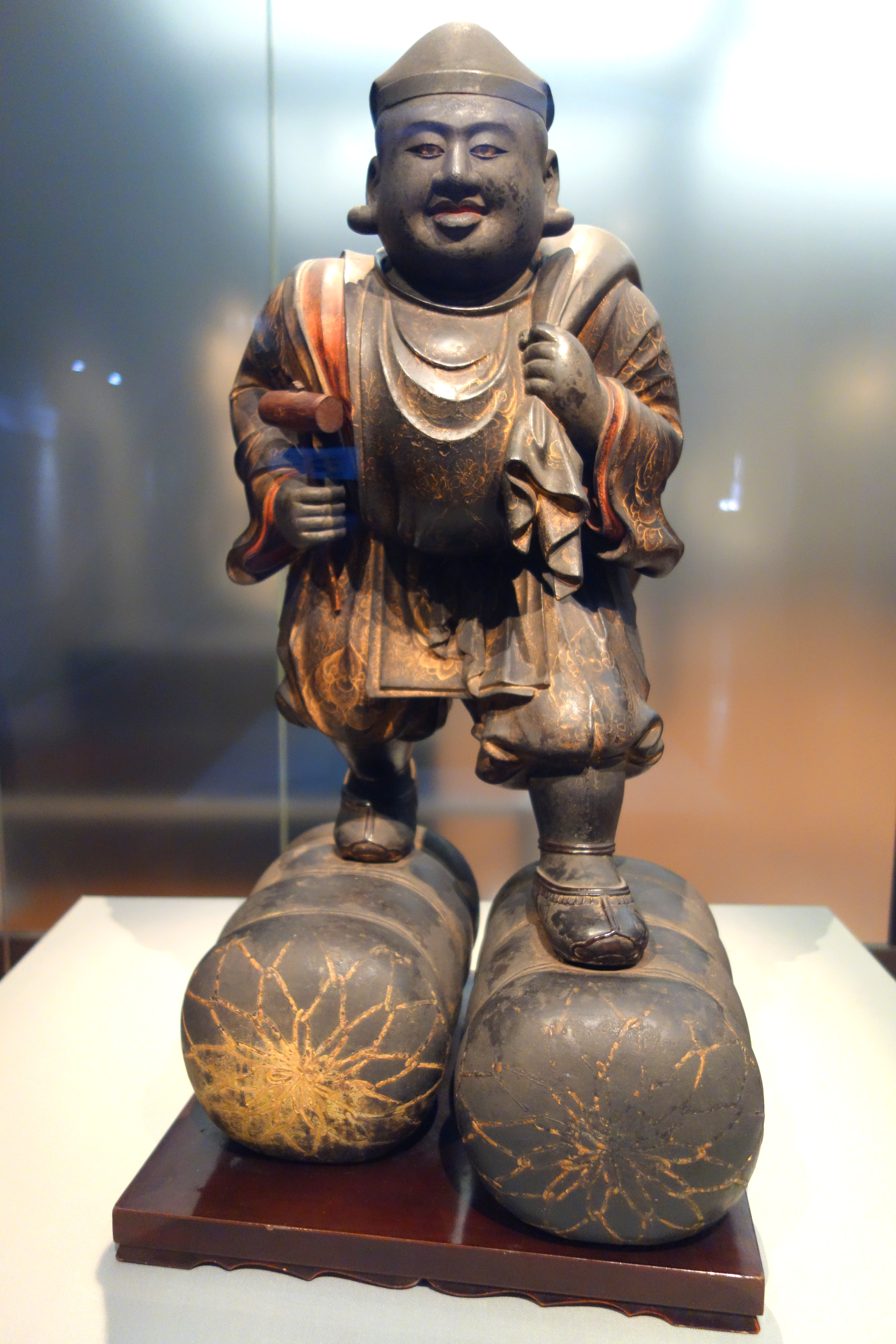
Daikokuten, 1347 - Tokyo National Museum

Daikokuten (dio dell'oscurità), chiamato anche Daikoku-sama o Daikoku, proviene dall'India. Dio della ricchezza o della famiglia, è una delle sette divinità più popolari. Ha le sembianze di un uomo sorridente e robusto, che indossa un copricapo nero piatto. È ritratto seduto o in piedi in prossimità di due balle di riso, con in una mano un martello di legno, portatore di ricchezze, e nell'altra un grosso sacco di grano. Spesso insieme a lui è dipinto un topo. Il riso simboleggia l'abbondanza e la fertilità, ed il topo richiama il compito di Daikokuten di difendere le scorte di grano della popolazione.
Daikoku è variamente considerato il dio della ricchezza, o della famiglia, in particolare della cucina. Trae origine dalla divinità indù Mahākāla ("Grande-Nero"), una delle incarnazione di Shiva dio della guerra. In questa forma viene a volte rappresentato come una figura con tre volti accigliati e sei braccia. In alcuni templi buddisti in India venne venerato come dio della fortuna, posto all'interno delle cucine come simbolo di abbondanza e raffigurato con un sacco in spalla. Il fondatore della scuola buddista Tendai Saicho introdusse Daikoku in Giappone proprio in questa versione: egli divenne il nume tutelare nelle cucine dei templi tendai giapponesi.
Il nome Mahākāla che significa "Grande Nero" venne poi sostituito in Giappone dal nome sino-giapponese Da-hei-tian (pronunciato in giapponese Daikokuten) e in seguito si unì al kami Ōkuninushi no Mikoto trasformandosi da un dio terrificante, a uno dal volto più dolce e benevolo, come quello odierno.

### Benzaiten (弁才天 o 弁財天)

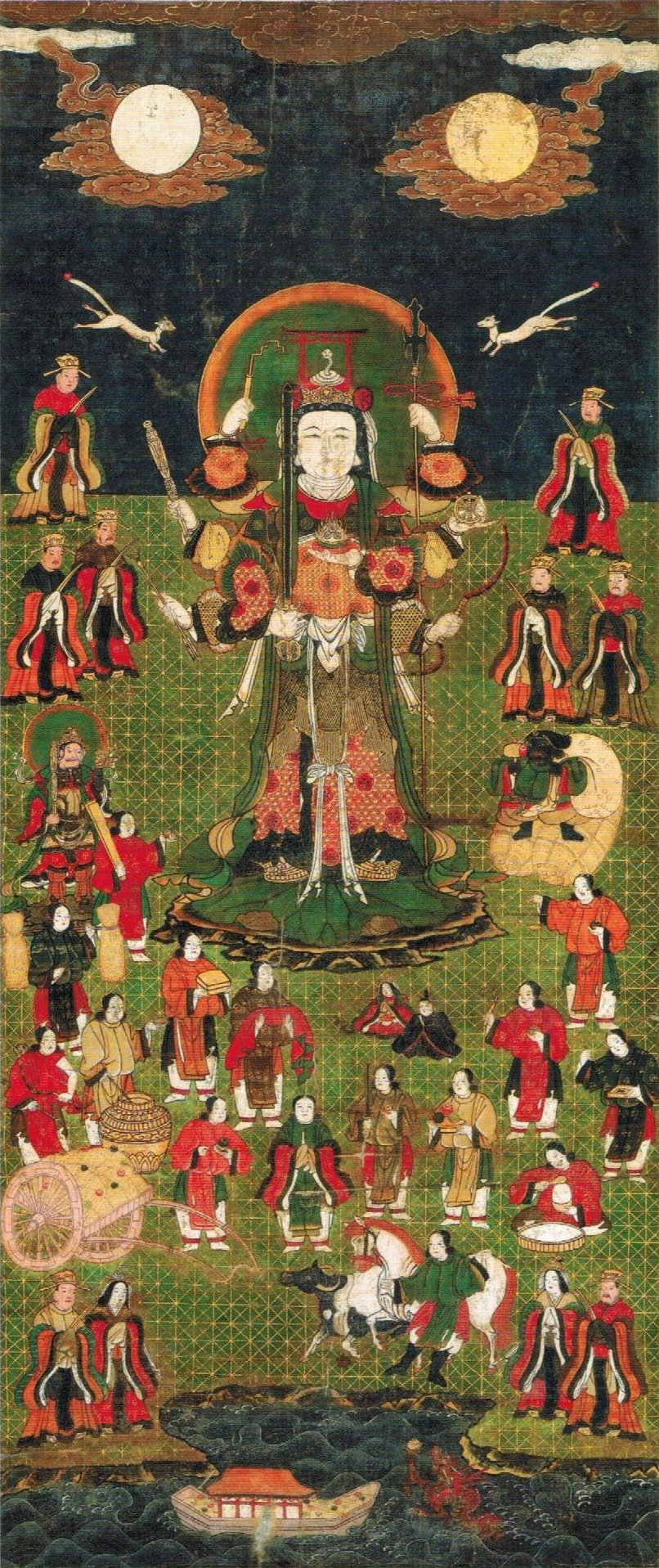
Uga-Benzaiten, XV secolo

Benzaiten è l'unica divinità femminile del gruppo delle sette divinità della fortuna. Trae origine dalla dea Sarasvatī (sanscrito सरस्वती, "colei che scorre"), una delle principali dee dell'induismo, menzionata come divinità fluviale. Benzaiten, o più comunemente Benten, è una divinità dell'acqua ma anche di "tutto ciò che scorre":  acqua, tempo, parole, musica e, per estensione, conoscenza. Oggi è conosciuta come dea della bellezza e dell'eloquenza, patrona degli artisti e della musica. Dal periodo Kamakura è rappresentata come una suonatrice del biwa (liuto giapponese), e ritratta a volte completamente nuda, oppure vestita con abiti eleganti mentre sta seduta vicino a un fiume, sullo sfondo di un paesaggio montuoso.
Benzaiten non ha sempre avuto questa rappresentazione iconografica; in un certo periodo in Giappone la sua immagine era quella di una divinità marziale a otto braccia, chiamata Happi (otto braccia). Verso la fine dell'XI-XII secolo venne associata alla divinità serpente Ugajin, dio del cibo, e comparve sotto la forma di Uga Benzaiten, una divinità composita dall'iconografia complessa: spesso sul copricapo della dea riposa un serpente bianco con il volto di un anziano umano.

### Bishamonten (毘沙門天)

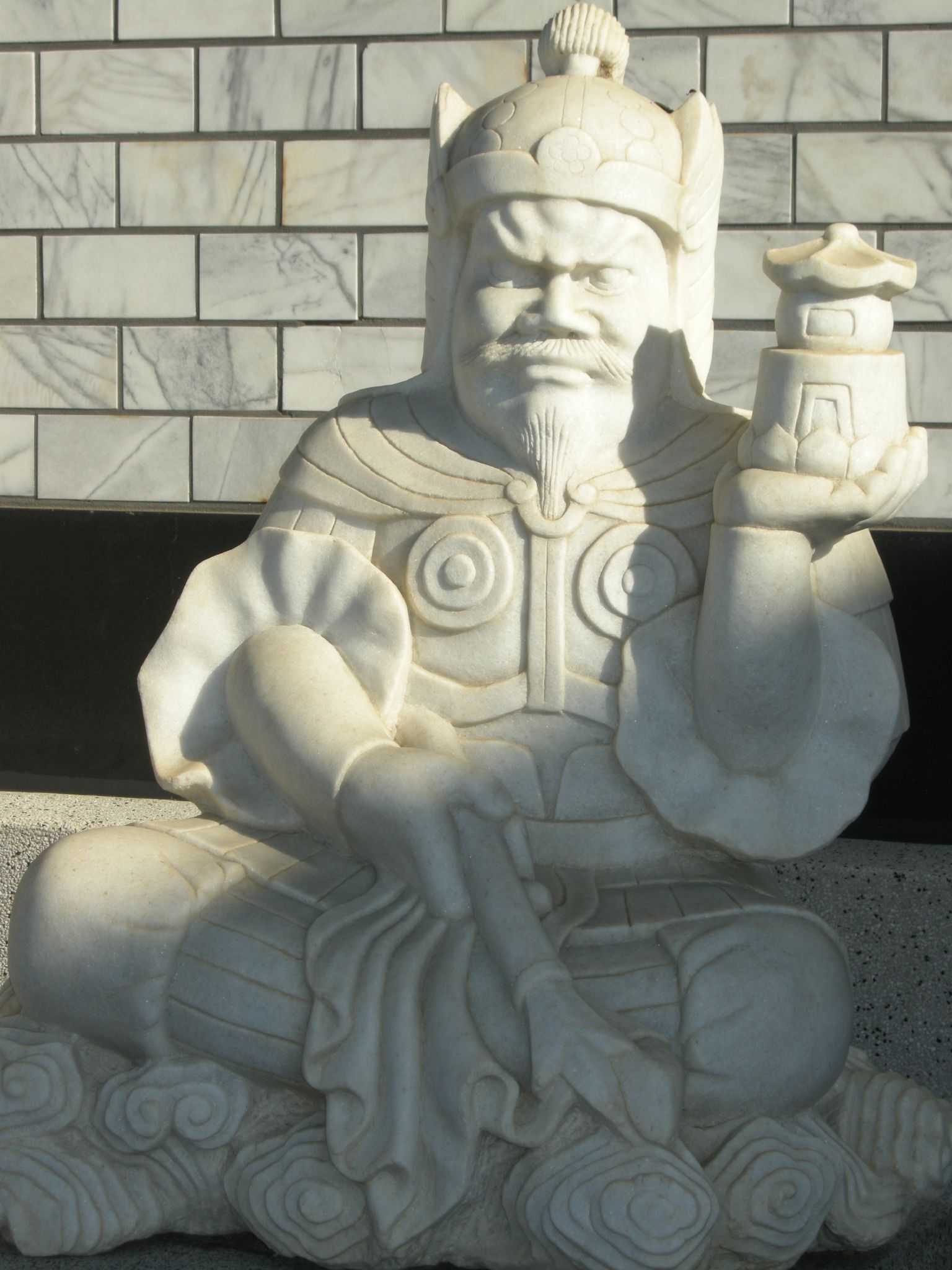
Bishamonten

Bishamonten, dal nome sanscrito Vaiśravaṇa, ossia "Colui che ode distintamente", è la terza divinità del gruppo con origini induiste. Kubera, da cui trae origine, è la divinità indù dell'abbondanza e della ricchezza. Nello Shintoismo Kubera è entrato a far parte delle sette divinità della fortuna come dio della dignità. Nel Buddismo è diventato il guardiano dei guerrieri, della ricchezza, della buona sorte e della guarigione.
Viene rappresentato con un'armatura, e regge nella mano destra una lancia, e in quella sinistra una pagoda, che sta a indicare il potere del dio. I soldati giapponesi si rivolgono a lui con preghiere per farsi coraggio.
Come componente del gruppo dei Quattro Re Celesti, posti agli angoli dell'altare maggiore nei templi buddisti, in corrispondenza dei quattro punti cardinali, Bishamonten prende il nome di Tamonten ed è il guardiano del Nord, con il compito di difendere i luoghi sacri e gli insegnamenti del Buddismo.
A volte Bishamonten viene fatto coincidere con Konpira, il dio di origine shintoista legato alle navi e ai marinai: in questa forma possiede la caratteristica di potersi trasformare in base alle esigenze che hanno le persone che lo pregano per ottenere dei favori.

### Fukurokuju (福禄寿)

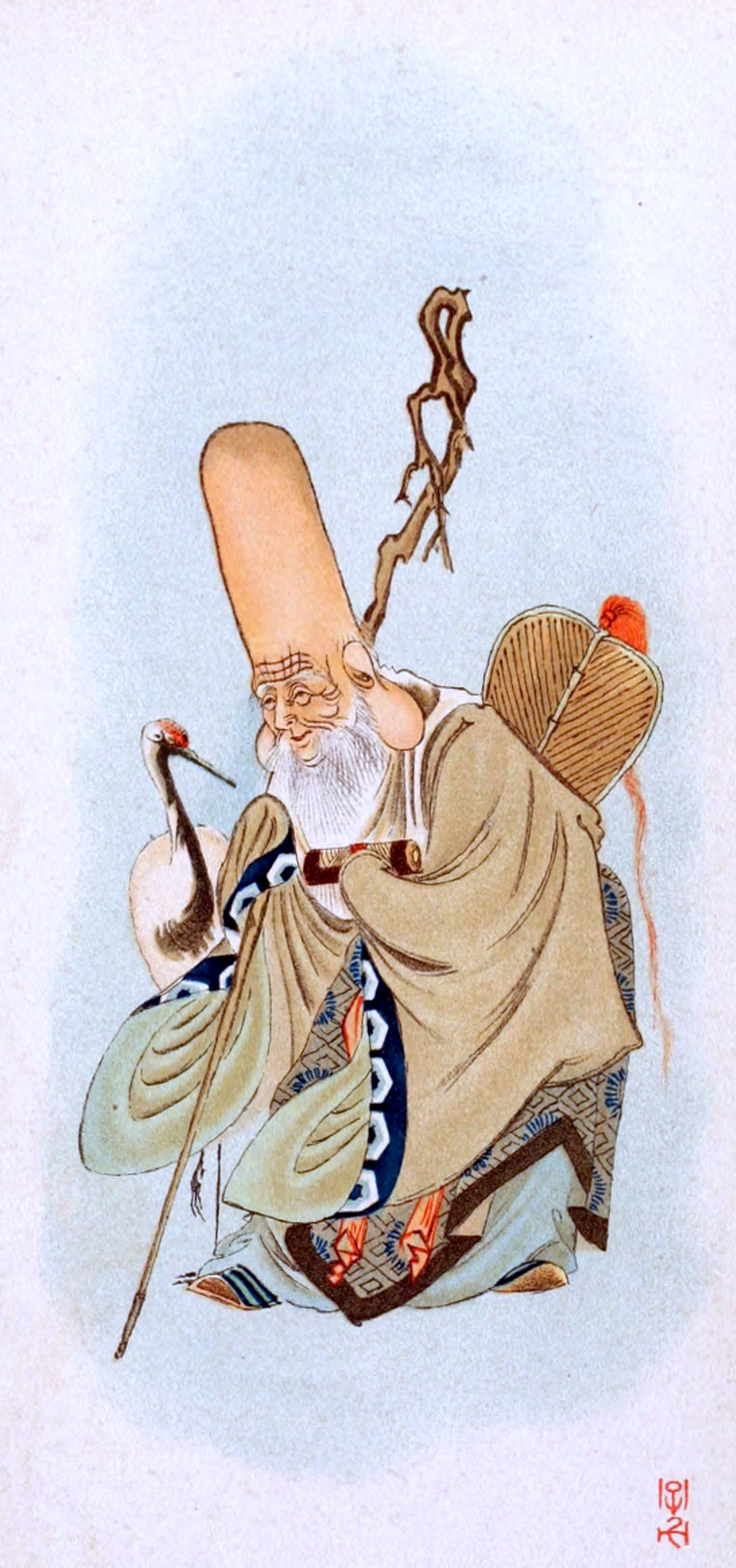
Fukurojuku (1902)

Fukurokuju, il dio della conoscenza e della lunga vita, ha origine dal taoismo cinese. La sua iconografia lo rappresenta come un uomo anziano che tiene in mano una lunga canna usata per sostenersi. Spesso è ritratto in compagnia di una gru, di una tartaruga e o di un cervo. Il ventaglio che porta con sé simboleggia il suo potere di scacciare la sfortuna, mentre il libro (makimona) ricorda la sua infinita saggezza. L'aspetto che lo caratterizza maggiormente è la forma eccessivamente allungata della testa: secondo le leggende essa sarebbe la conseguenza dei numerosi anni di studio a cui si è sottoposto in vita.
Fukurokuju nasce come incarnazione delle virtù a cui il popolo cinese ha sempre ambito di più: la felicità, la ricchezza e la vita eterna: da esse proviene il nome Fukurokuju, dove "fuku" significa fortuna, "roku" prosperità e "ju" longevità.
Secondo altri miti e leggende Fukurokuju sarebbe in realtà Taizan Fukun, dio del Monte T'ai, un monte ritenuto sacro in Cina.

### Jurōjin (寿老人)
Jurōjin viene venerato come il dio della longevità; anch'esso deriva dalla tradizione taoista cinese. È generalmente raffigurato come un anziano signore dalla barba bianca che indossa un cappello e cammina aiutandosi con un bastone. Gli animali che lo accompagnano sono di solito cervi, tartarughe o gru, simboli di lunga vita nella cultura cinese e giapponese.

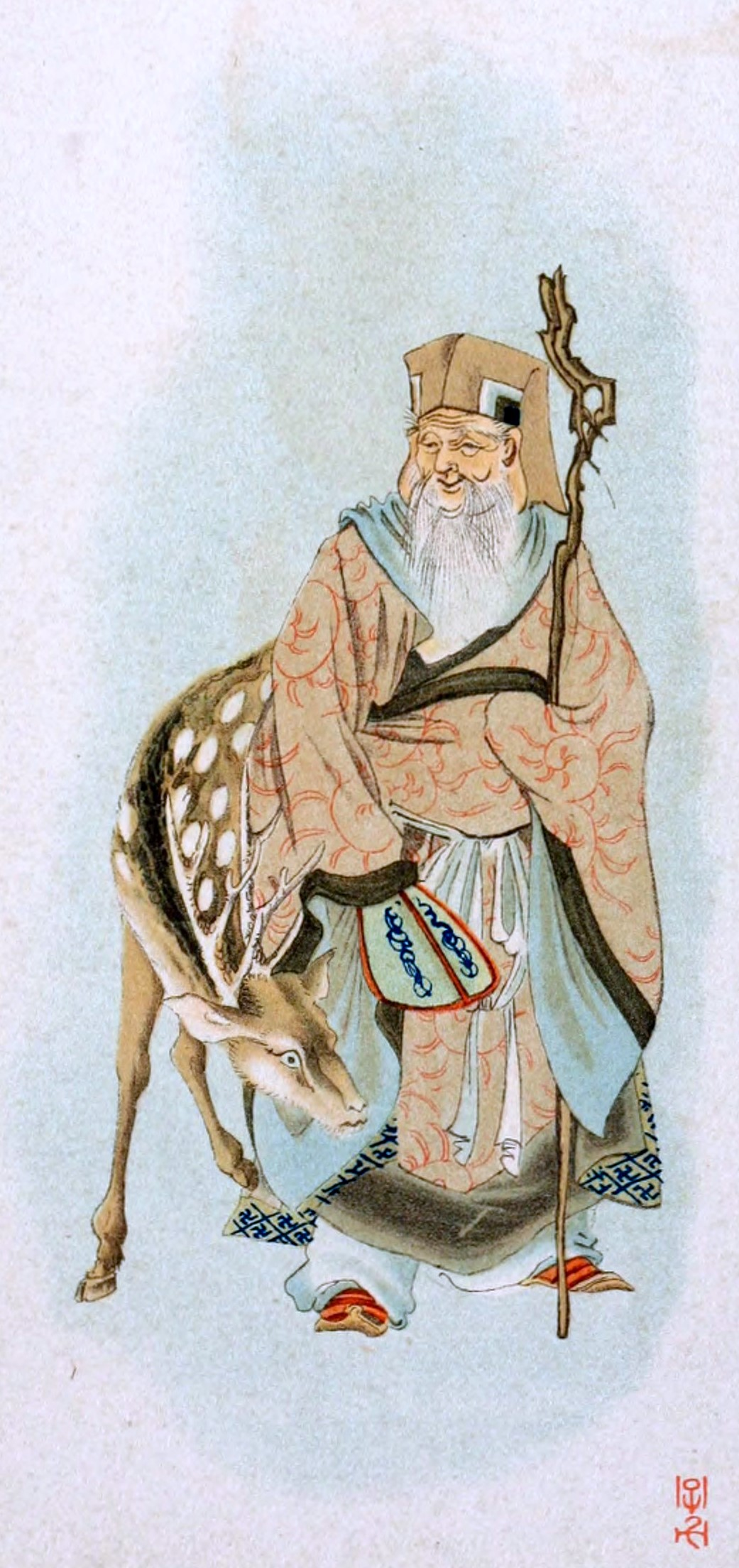
Jurōjin (1902))

Le origini di Jurōjin vengono fatte risalire alla figura di un taoista cinese chiamato Zhang Guolao, detto Zhang Guo, realmente esistito durante il regno dell'imperatrice Wu (684-705) e dell'imperatore Xuanzong della Dinastia Tang (712-756). Alcuni scritti del tempo lo descrivono come un uomo solitario, che viveva sulle montagne cinesi. Secondo le leggende e i racconti, egli avrebbe raggiunto l'età di cento anni grazie a dei poteri segreti. Le figure di Zhang Guolao e del gruppo degli Otto immortali taoisti di cui fa parte si diffusero in Giappone durante il periodo Edo, diventando il tema delle opere di pittori e artisti giapponesi, grazie al crescente interesse per i miti della tradizione folkloristica cinese diffusi in quel periodo.
Talvolta scambiato per Fukurokuju a causa dell'aspetto simile, Jurōjin si differenzia da questi per il capricapo che indossa. Un altro motivo di confusione fra i due risiede nella presenza del suono o del simbolo del "cervo", animale spesso associato alla divinità: nell'iconografia di Jurojin il cervo, che può essere indicato con il termine di "roku", è omofono del secondo ideogramma, "roku" di Fukurokuju. Inoltre entrambi vengono spesso rappresentati mentre tengono in mano un ventaglio arrotondato (uchiwa), che rappresenta il potere del dio di spazzar via la malasorte.

### Hotei (布袋)
Come Fukurokuju e Jurōjin, anche Hotei fa parte della tradizione taoista cinese.  Rappresentato come un uomo grassottello e ridente, è la divinità della gioia e della felicità e comunemente definito come il protettore dei bambini. Il suo nome significa "borsa di lino" ed è infatti ritratto con un sacco in spalla contenente regali che distribuisce ai bambini che lo circondano. Secondo altre interpretazioni, il suo sacco è pieno di vestiti e oggetti di uso quotidiano che egli distribuisce ai poveri e ai bisognosi. L'immagine di Hotei non è sempre stata rappresentata nello stesso modo; in diversi oggetti decorativi e ornamentali, anche usati negli spettacoli giapponesi, egli compare con altre sembianze.

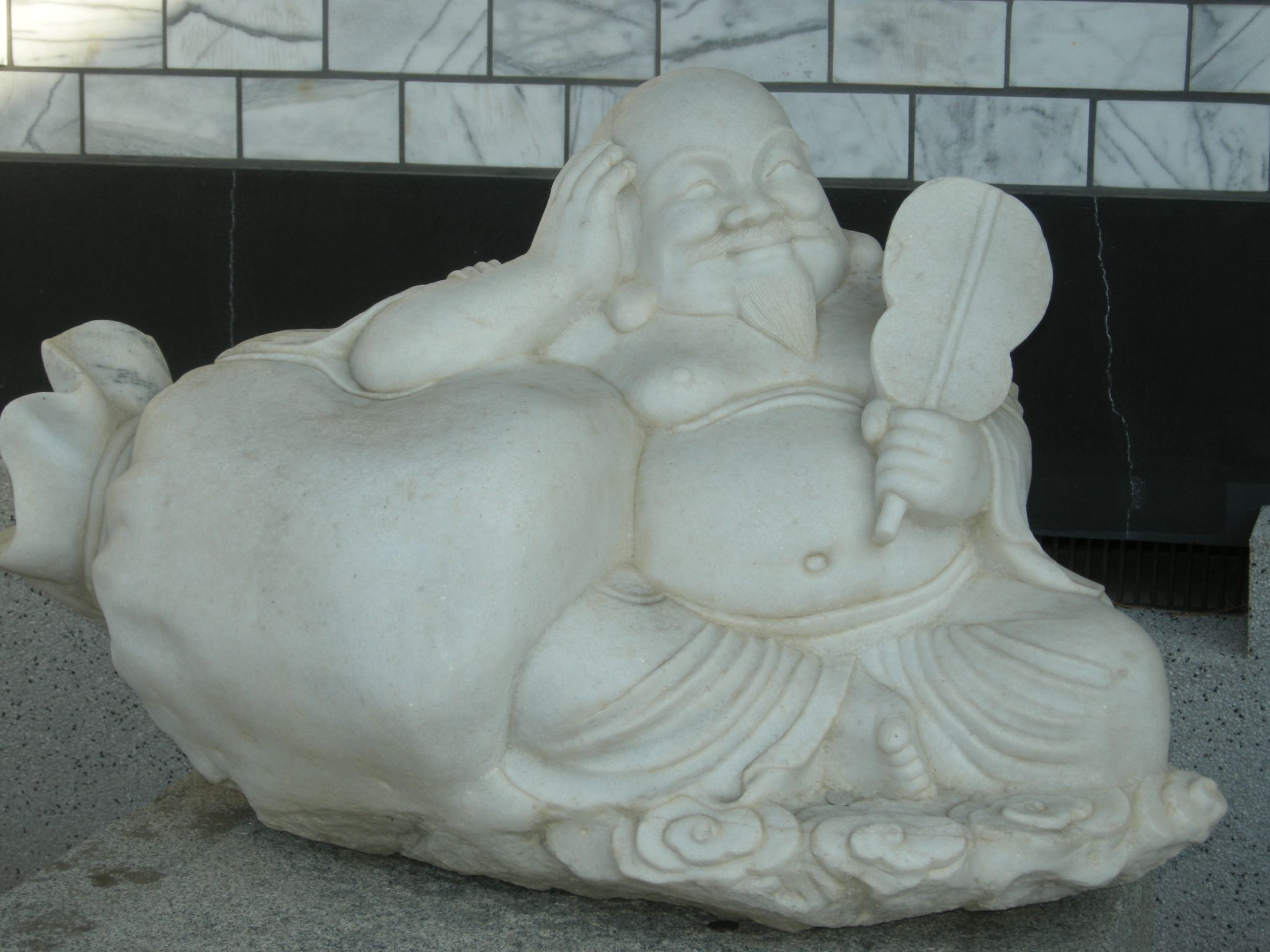
Hotei

In Occidente viene anche chiamato il "Buddha sorridente", per via della sua espressione sempre felice e il suo viso rotondo. Come Fukurokuju e Jurojin, anche lui possiede un ventaglio che porta al di sotto della sua grossa pancia, che i vestiti non riescono a coprire del tutto.
Hotei, Pu-Tai in cinese, è stato collegato alla figura storica del Maestro Ch'i Tz'u, vissuto durante la Dinastia Tang (620-905), noto per i suoi poteri sovrannaturali e per la sua spiritualità. Nella tradizione del Buddhismo Mahāyāna, viene ritenuto un bodhisattva, spesso identificato con Maitreya (Buddha del futuro), per la sua attitudine verso il prossimo, il suo atteggiamento caritatevole e altruista e la sua compassione e serenità.

Kichijōten

### Kichijōten (吉祥天)
Kichijōten (o Kisshōten) è la dea della fertilità, della bellezza e della fortuna, ritratta con abiti di straordinario splendore. Nell'iconografia tiene in mano una pietra preziosa (bōshu) dai poteri magici. Secondo la leggenda Kichijōten ha il potere di assumere la forma di oggetti preziosi e di recare fortuna e ricchezze terrene a chi li possiede o li usa.
Nel passato ha ricoperto un ruolo centrale all'interno di alcune sette buddhiste; dal XV- XVI secolo i suoi attributi sono stati assunti dalla dea Benzaiten con la quale viene spesso confusa.